# Graaf van Parijs
Graaf van Parijs (in het Frans: Comte de Paris) was in de Karolingische tijd de titel van de plaatselijke machthebber van het gebied rond Parijs. In 888 werd de graaf van Parijs, Odo, gekozen tot koning van Frankrijk. De titel stierf uit toen Parijs de koninklijke residentie werd, maar werd vele eeuwen later opnieuw gegeven door koning Lodewijk Filips I van Frankrijk aan zijn kleinzoon Philippe van Orléans, later de orleanistische troonpretendent, om de connectie met de oude Capetingische koninklijke familie te accentueren. 

## Pepiniden
- Grifo (751-753), zoon van Karel Martel en zijn tweede vrouw Swanahilde

## Girardijnen
- Girard I (752-778)
- Stefanus (778-811), zoon van vorige
- Bego van Toulouse (815-816), broer van vorige
- Leuthard I (816), zoon van vorige, ook graaf van Fézensac
- Girard II (816), zoon van vorige en broer van Adalhard de Seneschalk, alsook hertog van Viennois
- Leuthard II van Parijs (vanaf 816), zoon van Bego van Toulouse
- Adalhard (877), paltsgraaf, vader van Adelheid van Parijs, vrouw van Lodewijk de Stamelaar

## Welfen
- Koenraad (858-859)
- Jozef (902-906)

## Robertijnen
- Odo I van Frankrijk (tot 888)
- Robert van Bourgondië (888-923)
- Hugo de Grote (923-956)
- Hugo Capet (956-996)

## Bouchardijnen
- Bouchard I de Eerbiedwaardige (1005), ook graaf van Vendôme, Corbeil en Melun
- Reginald, ook bisschop van Parijs

## Orléanisten
- Philippe van Orléans (1838-1894)
- Henri van Orléans (1908-1999)
- Henri van Orléans (1933-2019)
- Jean van Orléans (1965)